# Áltökéletes számok
Ez a szócikk az angol terminológiában semiperfectnek nevezett számokról szól. A hemiperfect számok a féltökéletes számok szócikkben találhatók.
A számelméletben áltökéletes szám (angolul semiperfect vagy pseudoperfect) az olyan természetes szám, ami előáll, ha néhány vagy az összes valódi osztóját összegezzük. Az olyan áltökéletes szám, ami az összes valódi osztója összegeként adódik, egyben tökéletes szám is.
Az első néhány áltökéletes szám:
6, 12, 18, 20, 24, 28, 30, 36, 40, ... (A005835 sorozat az OEIS-ben)

## Tulajdonságok
- Egy áltökéletes szám minden többszöröse is áltökéletes.[1] Az olyan áltökéletes számot, ami nem osztható kisebb áltökéletes számokkal, primitív áltökéletes számnak nevezzük.
- Minden 2mp alakú szám, ahol m természetes szám, p prímszám és p < 2m + 1 áltökéletes szám. 
  - Minden 2m − 1(2m − 1) alakú szám áltökéletes szám, ha pedig 2m − 1 Mersenne-prím, akkor ténylegesen tökéletes szám.
- A legkisebb páratlan áltökéletes szám a 945 (lásd pl.  Friedman 1993).
- Az áltökéletes számok szükségképpen vagy tökéletes számok, vagy bővelkedő számok. Az olyan bővelkedő számokokat, amik nem áltökéletesek furcsa számoknak nevezzük.
- 2 kivételével valamennyi elsődleges áltökéletes szám egyben áltökéletes szám is.
- Minden praktikus szám, ami nem kettőhatvány áltökéletes szám.
- Az áltökéletes számok természetes sűrűséggel rendelkeznek.[2]

## Primitív áltökéletes számok
Egy primitív áltökéletes szám (vagy irreducibilis áltökéletes szám) olyan áltökéletes szám, aminek nincs áltökéletes valódi osztója.
Az első néhány primitív áltökéletes szám: 6, 20, 28, 88, 104, 272, 304, 350, ... (A006036 sorozat az OEIS-ben)
Végtelen sok ilyen szám létezik. Minden 2mp, alakban felírható szám (ahol p 2m és 2m+1 közé eső prímszám) primitív áltökéletes, de nem ez az egyetlen felírási mód, például a 770 is primitív áltökéletes. Végtelen sok páratlan primitív áltökéletes szám létezik, közülük a legkisebb a 945. Erdős Pál megmutatta, hogy végtelen sok olyan primitív áltökéletes szám is létezik, melyek nem osztóharmonikus számok.

## Fordítás
- Ez a szócikk részben vagy egészben a Semiperfect number című angol Wikipédia-szócikk ezen változatának fordításán alapul.  Az eredeti cikk szerkesztőit annak laptörténete sorolja fel. Ez a jelzés csupán a megfogalmazás eredetét és a szerzői jogokat jelzi, nem szolgál a cikkben szereplő információk forrásmegjelöléseként.